# Моник (порнографска актриса)
Моник (на английски: Monique) е артистичен псевдоним на американската порнографска актриса Шамара Абдул-Кхалия (Shammara Abdul-Khaaliq), родена на 20 януари 1975 г. в град Сан Диего, Калифорния.
Дебютира като актриса в порнографската индустрия през 1996 година, на 21-годишна възраст.

## Награди и номинации
- 2000: Номинация за AVN награда за изпълнителка на годината.[1]
- 2001: Номинация за AVN награда за изпълнителка на годината.[2]
- 2001: AVN награда, номинация – Best Anal Sex Scene, Video – The Voyeur #17[3]
- 2002 AVN награда, номинация – Best Sex Scene in a Foreign Release – Euro Angels Hardball 11 (Clark Euro Angel/Evil Angel) with Loureen Hill, Reapley, Mercedes, Hatman, Suzy, Leslie Taylor, Alberto Rey & David Perry[4]
- 2002 AVN награда, номинация – Female Performer of the Year[4]
- 2003 AVN награда, номинация – Best Anal Sex Scene, Video – D.P.G.'s[5]
- 2005 AVN награда, номинация – Best Oral Sex Scene, Video – Black Ass Candy
- 2005 AVN награда, номинация – Best Threeway Sex Scene, Video – The Pussy Is Not Enough 2[6]